# Giorgio Rubino

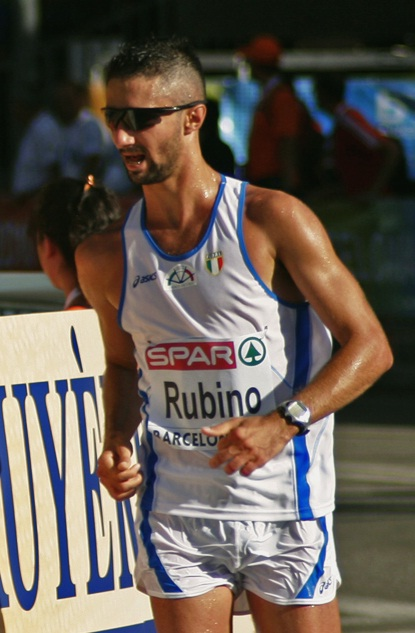
Giorgio Rubino bei den Leichtathletik-Europameisterschaften 2010

Giorgio Rubino (* 15. April 1986 in Rom) ist ein italienischer Leichtathlet, der als Geher auf den kurzen Strecken mehrfach vordere Platzierungen bei internationalen Meisterschaften erreichte.
Rubino konnte bereits 2003 im 10.000-Meter-Bahngehen den vierten Platz bei den U18-Weltmeisterschaften erreichen. Im Jahr darauf belegte er bei den Juniorenweltmeisterschaften den zehnten Platz, bei den Junioreneuropameisterschaften 2005 gewann er die Bronzemedaille. Mit einem achten Platz über die 20-Kilometer-Distanz bei den Europameisterschaften 2006 gelang ihm der Übergang in die Erwachsenenklasse. Im Jahr darauf erreichte er bei den Weltmeisterschaften 2007 den fünften Platz, in 1:23:39 h hatte er etwa eine Minute Rückstand auf den dritten Platz. Bei den Olympischen Spielen 2008 in Peking gelang Rubino mit Platz 18 keine vordere Platzierung. Im April 2009 verbesserte er seine persönliche Bestleistung auf 1:19:37 h. Auch bei den Leichtathletik-Weltmeisterschaften 2009 blieb er in 1:19:50 h unter der Grenze von achtzig Minuten, als Bronzemedaillengewinner über die 20 Kilometer hatte er 28 Sekunden Rückstand auf den Mexikaner Eder Sánchez auf dem zweiten Platz. Zunächst war er zwar auf Rang vier geführt worden. Doch der ursprüngliche Sieger Waleri Bortschin aus Russland erwies sich als gedopt und so erhielt Rubino die Bronzemedaille. Bei den Leichtathletik-Europameisterschaften 2010 belegte Rubino über 20 km den fünften Platz.
Bei einer Körpergröße von 1,76 m beträgt Rubinos Wettkampfgewicht 55 kg.